# Ménandre le Protecteur
Pour les articles homonymes, voir Ménandre (homonymie).
Ménandre le Protecteur (c'est-à-dire « le garde du corps ») ou Ménandre le Byzantin (grec ancien : Μένανδρος Προτήκτωρ ou Προτέκτωρ), né à Constantinople, est un historien de langue grecque qui écrivait sous le règne de l'empereur d'Orient Maurice (582-602).

## Biographie
Ménandre est né à Constantinople. Le peu qu'on connaît de sa vie vient de l'article qui lui est consacré dans la Souda : il avait commencé des études de droit, les abandonna pour une vie de plaisir, se lança dans l'historiographie alors qu'il était dans une mauvaise situation financière, pour profiter du mécénat de Maurice. Prenant la suite du récit d'Agathias de Myrina (qui lui-même continuait Procope de Césarée), Ménandre a raconté l'histoire de l'Empire de 558 à 582 (fin du règne de Justinien, règnes de Justin II et de Tibère II Constantin). Il en reste des fragments assez importants conservés dans les Excerpta de Legationibus de Constantin Porphyrogénète et dans la Souda ; ils donnent des informations sur des peuples « barbares » de l'époque auxquels l'Empire eut affaire (Avars, Sarrasins, Turcs, Lombards, Alains, Perses).

## Édition du texte
- Menandri Protectoris Fragmenta in Excerpta Historica Iussu Imp. Constantini Porphyrogeniti Confecta I : Excerpta de Legationibus I, 170-221 ; II, 442-477, éd. C. de Boor, Berlin, 1903.